# Ломбардстаун
Ломбардстаун (англ. Lombardstown; ирл. Baile Lombaird) — деревня в Ирландии, находится в графстве Корк (провинция Манстер).